# Top Dog
Top Dog är ett reality-TVprogram där hundägare tävlade för att deras hund skulle få göra en reklamkampanj för Rusta. Programmet sändes i TV 3 och leddes av Sofia Wistam.
Hundarna skulle klara olika övningar, både uppvisning som på utställning, men även att hundarna klarade hinderbanor och var nyfikna och lyhörda. Serien fick mycket kritik[källa behövs] för att de "klädde upp" hundarna och i ett avsnitt målade de klorna på hundarna.
Vinnaren blev Engla-Isabella, en chihuahua, med ägaren Mona Fröjberg, Uppsala och tvåa kom Walle, en Basset Hound, med sin matte Susanne Markebjer.